# Kenny Lübcke

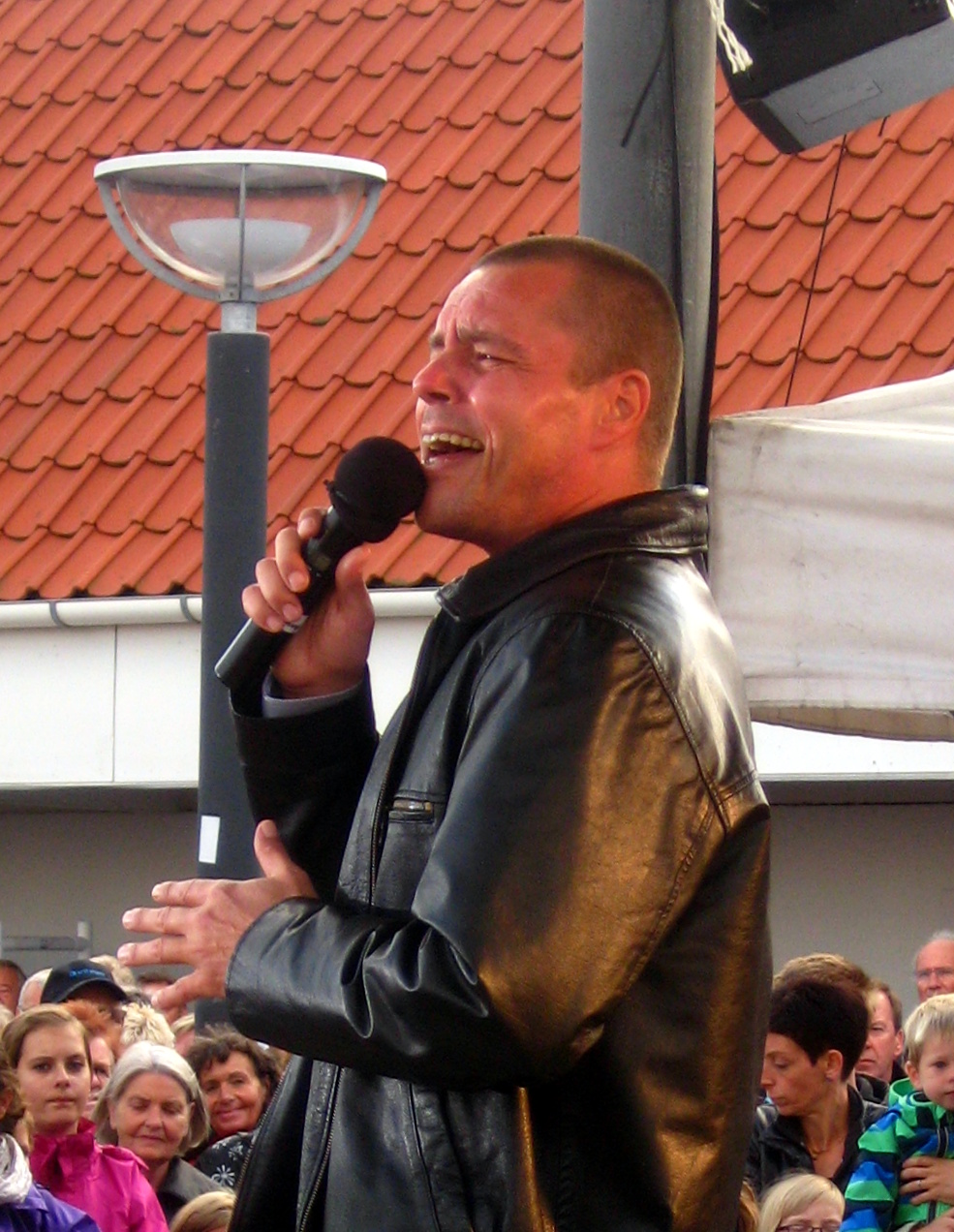
Kenny Lübcke, 2012

Kenny Lübcke (* 20. Juni 1966 in Kopenhagen) ist ein dänischer Sänger.

## Leben und Wirken
Zusammen mit Lotte Nilsson gewann er 1992 den Dansk Melodi Grand Prix und durfte daher beim Eurovision Song Contest 1992 für Dänemark antreten. Mit dem Popsong Alt det som ingen ser landete das Duo auf Platz 12. Lübcke war danach dreimal als Backgroundsänger beim Wettbewerb: 1999, 2002 und 2005 jeweils für den dänischen Beitrag.
Weiterhin ist Lübcke in der dänischen Rock- und Metal-Szene aktiv und sang für diverse Gruppen und Projekte.